# Gustavo Monckeberg Barros
Gustavo Monckeberg Barros (Santiago, 19 de septiembre de 1914 - Santiago, 30 de septiembre de 2008) fue un médico ginecólogo y político chileno. Fue diputado por la Séptima Agrupación Departamental "Santiago", Primer Distrito, entre 1962 y 1973. En 2014, seis años después de su muerte, una serie de reportajes periodísticos de Ciper y el diario La Tercera evidenciaron que Monckeberg gestó una red de adopciones irregulares y de tráfico de niños en los años 70s y 80s y en los que participó también su hermano, el pediatra Fernando Monckeberg y el sacerdote Gerardo Joannon.

## Biografía
Nació del matrimonio entre Gustavo Monckeberg Bravo y Beatriz Barros Calvo, en el seno de una familia marcada por la política. Fue hermano del doctor y economista Fernando Monckeberg Barros, y luego tío y abuelo de otros políticos como Cristian Monckberg y Nicolás Monckeberg.  
Realizó sus estudios primarios y secundarios en el Colegio de los Sagrados Corazones de Santiago; luego de finalizar su etapa escolar, ingresó a la Pontificia Universidad Católica de Chile y, posteriormente, a la Universidad de Chile, donde finalmente se tituló de médico cirujano, con especialidad en Obstetricia y Ginecología, en 1939, con la memoria "Diagnóstico precoz y diferencial del embarazo". Durante su época de estudiante fue ayudante de la Clínica Obstétrica Universitaria del profesor Víctor Manuel Avilés en Santiago.
Fue consejero del Centro de Alumnos de la Escuela de Medicina de la Universidad de Chile.

### Matrimonio, hijos y familia
En 1939 se casó con Victoria Balmaceda Undurraga y tuvieron nueve hijos.

## Vida pública
Entre los años 1940 y 1944 trabajó en el Hospital Humberstone de la Compañía Salitrera de Tarapacá y Antofagasta, como médico obstetra, siendo director entre 1942 y 1944; fue médico de la Armada entre 1944 y 1945; también ejerció en el Hospital del Salvador de Santiago entre 1946 y 1953; fue Jefe del Servicio de Ginecología y Obstetricia del Hospital de Carabineros de Santiago, durante 10 años, y en 1962 obtuvo el grado de mayor, mientras trabajó en dicho hospital. Asimismo, se desempeñó como director del Servicio Asistencial Maternidad Carolina Freire, en 1969.

### Participación en política
Inició sus actividades políticas al ingresar al Partido Conservador en 1939, donde permaneció hasta 1967; dentro de esta colectividad fue presidente provincial de Tarapacá, entre 1950 y 1955 y miembro de la Junta Ejecutiva, entre 1958 y 1965. Fue miembro del Partido Nacional desde 1967 a 1973; con la apertura democrática, se integró a Renovación Nacional.
En 1962 fue elegido diputado mediante una elección complementaria realizada el 2 de septiembre, por la Séptima Agrupación Departamental "Santiago", Primer Distrito, período constitucional 1961-1965; fue elegido para reemplazar a don Humberto Pinto Díaz, quien falleció el 23 de junio de 1962, incorporándose el 9 de octubre siguiente.
En 1965 fue reelecto diputado, por la misma Séptima Agrupación Departamental "Santiago", Primer Distrito, período 1965-1969; integró la Comisión Permanente de Asistencia Médico-Social e Higiene. Miembro de la Comisión Especial para Combatir el Alcoholismo, 1965; Comisión Especial de Solicitudes Particulares en 1967; y Comisión Especial Investigadora de Crisis del Fútbol Profesional, 1967 y 1968. 
Fue miembro de la Comisión Política de su Partido.
En 1969 fue nuevamente electo diputado, por la misma Séptima Agrupación y mismo Distrito, período 1969-1973; integró la Comisión Permanente de Salud; y fue miembro del Comité Parlamentario Independiente, ya que había renunciado al Partido Nacional.
En 1973 nuevamente electo diputado, por la misma Agrupación y Distrito, período 1973 a 1977; integró la Comisión Permanente de Salud Pública. El golpe de Estado del 11 de septiembre de 1973, puso término anticipado al período. El Decreto-Ley 27, de 21 de septiembre de ese año, disolvió el Congreso Nacional y declaró cesadas las funciones parlamentarias a contar de la fecha.
Entre las mociones presentadas que llegaron a ser Ley de la República, está la Ley N.°16.434, de 28 de febrero de 1966, sobre Código del Trabajo, artículo 309, modificación en lo relativo al descanso maternal; Ley N.°16.511, de 25 de julio de 1966, relativo a Código del Trabajo, Artículo 315, modificación que se refiere al establecimiento de salas cunas en las industrias y Ley N.°17.431, de 17 de mayo de 1971, correspondiente a creación y establecimiento de normas para el Centro de Investigaciones Hematológicas "Rodolfo Virchow", en la Universidad Austral de Valdivia.
Asistió a diversos congresos de su especialidad, en Estados Unidos, Japón, Australia, y otros países, en representación de la Sociedad de Obstetricia y Ginecología de Santiago de Chile. Jubiló en 1984.
Entre otras actividades, fue consejero del Servicio Médico Nacional de Empleados, SERMENA, entre 1958 y 1962.
Director de la Sociedad de Obstetricia y Ginecología, en varios períodos. Presidente de la Academia de Medicina San Lucas, entre 1958 y 1968; y director de la Revista de obstetricia y ginecología, entre 1968 y 1970. Presidente de la Asociación Chilena-Húngara y del Instituto Chileno-Chino Nacionalista; y fue uno de los fundadores del Instituto Chileno-Alemán.

## Reconocimientos y premios
Recibió numerosas distinciones, entre ellas, la Medalla de Honor, de la Confederación de Excombatientes Mayores, en 1970; el Premio "Juan Malfant", otorgado por la Sociedad de Obstetricia al mejor trabajo científico del período, entre 1952 y 1956; y la Condecoración "Caballero Orden Soverana" de San Ladislao, como reconocimiento a su labor en Hungría y por el pueblo húngaro, en 1970.

## Polémicas y acusaciones de tráfico de niños
Seis años después de su muerte, en abril de 2014, un reportaje publicado por Ciper lo incluyó como uno de los integrantes, junto con el sacerdote de los Sagrados Corazones, Gerardo Joannon, de una red de adopciones ilegales desarrollada durante la década de 1970 y 1980.
La investigación periodística, que contó con testimonios de familias de hijos adoptados irregularmente pero también con la confesión de Joannon, evidenció que el doctor Monckeberg actuaba en complicidad con el sacerdote para tomar bebes recién nacidos y traspasarlos a familias de adopción, pero sin el consentimiento de las madres, normalmente adolescentes de clase media-alta a quienes se les decía que sus hijos habían nacido sin vida. La medida era apoyada por los padres de las jóvenes, quienes querían deshacerse de los niños sin levantar sospechas.Su hermano Fernando, también médico, reconoció haber sido parte de la trama.
Hasta 2014 el Sename contaba con 11 denuncias de estas adopciones irregulares, mientras que el sitio web de la ONG Nos Buscamos, fundada por Constanza del Río, quien también fue víctima de la red de adopción ilegal de Monckeberg, tenía registro de casi 1.800 testimonios de chilenos vinculados a las acciones del doctor. 

## Historial electoral

### Elecciones parlamentarias de 1973
- Diputado Primer distrito Metropolitano, Santiago Período 1973-1977 (Fuente: diario El Mercurio, martes 6 de marzo de 1973)